# Rott (Bas-Rhin)
Rott település Franciaországban, Bas-Rhin megyében. Lakosainak száma 467 fő (2022. január 1.). Rott Cleebourg, Oberhoffen-lès-Wissembourg és Wissembourg községekkel határos.

## Népesség
A település népessége az elmúlt években az alábbi módon változott:
| Lakosok száma | 476  | 481  | 479  | 472  | 470  | 469  | 468  | 468  | 467  |
|               | 2013 | 2015 | 2016 | 2017 | 2018 | 2019 | 2020 | 2021 | 2022 |